# Txemi Parra
Txemi Parra (Madrid, 1971) es un guionista, autor de teatro, actor y novelista español.
Estudió Derecho en la Universidad de Deusto, en Bilbao, aunque nunca se ha colegiado ni ejercido como abogado.
Como guionista ha formado parte de los equipos creativos de comedias como 7 Vidas, Aída y Los Serrano, y también en series de intriga como El internado y Águila Roja.
En 2016 publicó Los muertos no comen yogures, su primera novela negra en clave de humor. Y en 2023, con El eco de las sombras, inició una serie de novela negra ambientada en el Pirineo oscense, protagonizada por la teniente de la Guardia Civil Gloria Maldonado y su compañero el sargento Jaime Bermúdez.

## Novelas publicadas
- Los muertos no comen yogures (Ediciones Oblicuas, 2016)

Serie de Maldonado y Bermúdez
1. El eco de las sombras (Harper Collins, 2023)
2. Solo queda silencio (Grijalbo, 2024)